# 规则归纳
規則歸納（Rule Induction）是機器學習的一個重要分支，專注於從觀察數據中提取形式化規則。這些規則通常以「如果-那麼」（IF-THEN）的形式呈現，可用於分類、預測或描述數據中的模式。規則歸納在數據挖掘、知識發現和專家系統構建中有廣泛應用。與其他機器學習方法相比，規則歸納產生的模型具有更好的可解釋性，使人類能夠理解模型的決策過程。

## 范式：
一些主要的规则归纳范式是：
- 关联规则算法
- 决策规则算法
- 假设检验算法
- 粗糙集规则

## 算法
一些规则归纳算法如下：
- Charade
- Rulex
- Progol
- CN2